# Гейр Гітланд
Гейр Гітланд (норв. Geir Hitland; 13 листопада 1968) — норвезький боксер, призер чемпіонату світу серед аматорів.

## Аматорська кар'єра
За час з 1986 по 1994 роки 5 разів вигравав звання чемпіона Норвегії.
На чемпіонаті світу 1993 завоював бронзову медаль.
- В 1/8 фіналу переміг Дьйордя Міжеї (Угорщина) — 14-6
- У чвертьфіналі переміг Адалята Агаєва (Азербайджан) — 7-4
- У півфіналі програв Альфредо Дуверхель (Куба) — 1-6